# Hannah Schmitz

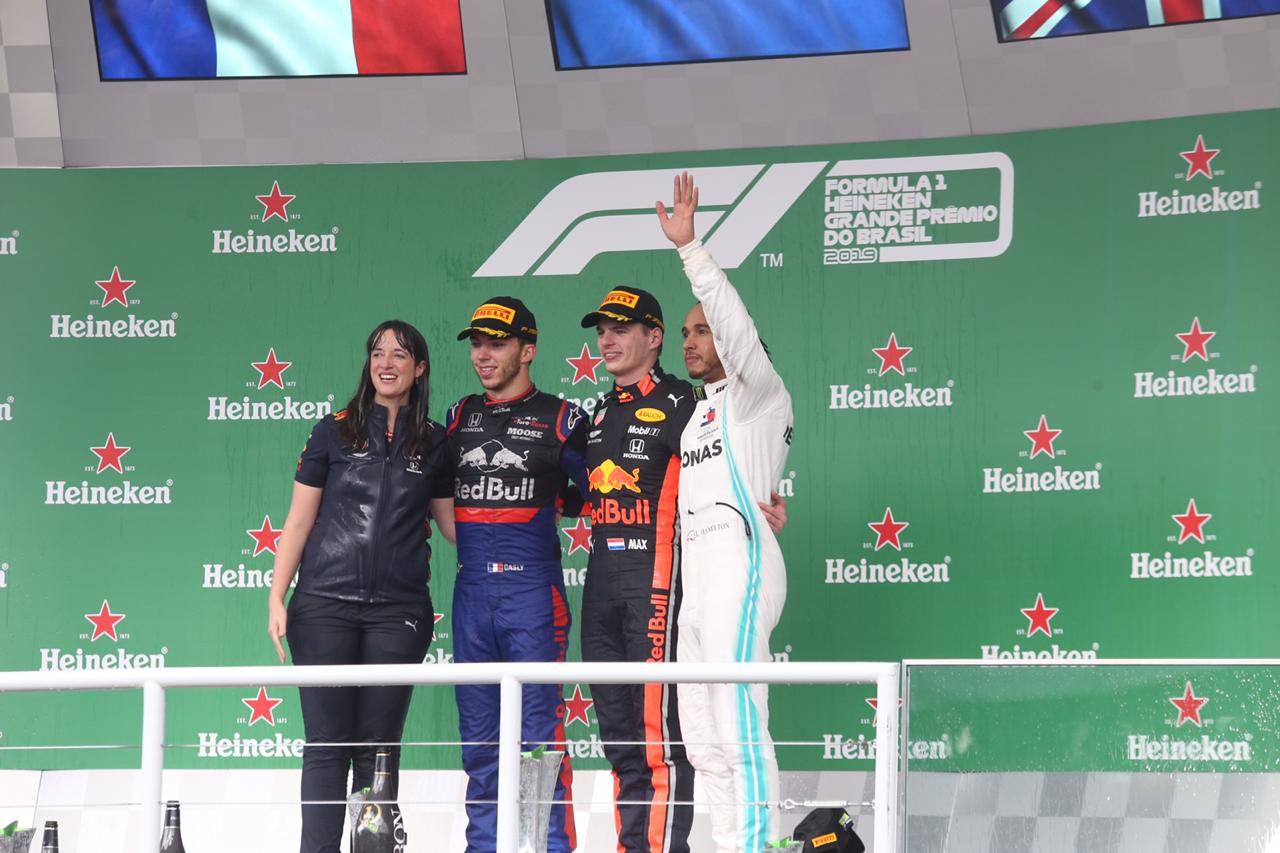
Hannah Schmitz (links) op het podium na de 2019 Grand Prix van Brazilië naast respectievelijk Pierre Gasly, Max Verstappen en Lewis Hamilton

Hannah Schmitz (mei 1985) is een Britse hoofdingenieur strategie van Red Bull Racing, een formule 1-raceteam.
Zij had een belangrijk aandeel in Red Bull's successen in het behalen van de rijders- en constructeurskampioenschappen in 2021, 2022, en 2023.
Schmitz maakt deel uit van een groep vrouwen in hooggeplaatste functies in de formule 1. Haar successen als hoofdstrateeg bij Red Bull zijn een inspiratie voor andere vrouwen. Ze wordt beschouwd als een van de beste strategen binnen de Formule 1.

## Levensloop
Schmitz is geboren als Hannah McMillan en groeide op in Londen. Al van jongs af aan toonde ze belangstelling voor auto’s en techniek. Ze ging als scholier naar de Croydon High School, waar ze excelleerde in waterpolo. Haar passie bleek echter in de autoracerij.
Toen ze in 2004 haar middelbare school afrondde ging McMillan werktuigbouwkunde studeren aan de Universiteit van Cambridge. Daar specialiseerde zij zich in statistische modellering, optimalisatie en regressieanalyse. Ze maakte er deel van het Cambridge University Eco Racing-team (CUER) en in haar laatste jaar, bij de eerste deelname van de Universiteit van Cambridge aan de World Solar Challenge in Australië was McMillan teamleider. Ze viel toen op om haar toewijding en doorzettingsvermogen. Ze haalde haar masterdiploma in 2009 en verhuisde het jaar daarop van Caterham naar Londen.
McMillan begon haar carrière bij Red Bull, waar ze als modellering- en simulatiemanager aan de slag ging. Binnen anderhalf jaar promoveerde ze tot senior ingenieur strategie, wat ze zo'n tien jaar zou blijven.
Ze trouwde in 2017 met Markus Schmitz en sindsdien gaat ze als Hannah Schmitz door het leven.
Haar aandeel in de gewonnen GP van Brazilië van 2019 en haar consequent accurate ingrepen in andere races leidden ertoe dat ze in 2021 tot hoofdingenieur strategie gepromoveerd werd. In deze hoedanigheid wisselt ze sindsdien per race haar positie met haar collega Will Courtenay: wanneer Schmitz in een race aan de pitmuur zit, dan zit Courtenay in de Operations Room van Red Bull Racing in Milton Keynes en vice versa.

## Hoogtepunten
Als strateeg ontving Schmitz in het bijzonder lof om haar aandeel in de volgende F1 Grand-Prix-successen van Red Bull Racing:
- 2019 - GP van Brazilië: in deze race nam Schmitz het strategisch besluit Verstappen een derde keer naar de pit te halen, zelfs al betekende het dat Verstappen hierdoor op dat moment de leiding moest opgeven en achter Hamilton zou terugvallen. Mede door deze zet won Verstappen de race.[11][4]
- 2022 - GP van Monaco: Door de pitstopstrategie onder haar leiding won Perez de race en eindigde ook Verstappen op het podium.[12] Hoewel het hele team die dag goed was, erkende Red Bulls adviseur Helmut Marko dat het uitstekende eindresultaat toch vooral aan Schmitz te danken was.[13][4]
- 2022 - GP van Hongarije: dankzij Schmitz' strategie zonder gebruik van de harde band kon Verstappen vanuit de 10e startplaats via undercuts de race winnen en eindigde Perez op 5.[14]
- 2022 - GP van Nederland: Schmitz had een sleutelrol in de jacht naar de overwinning van Verstappen. Bij de pitstops op Zandvoort maakte ze met het team het verschil door de juiste keuzes te maken op de juiste momenten.[15] Het succes dat ze hiermee had, stak schril af tegenover het werk van Mercedes GP en de Scuderia Ferrari. Het werd in de dagen erna overschaduwd door een lastercampagne met Schmitz als mikpunt:[16] zij werd als het brein afgeschilderd van de chaos die aan het eind van de race in Zandvoort ontstond, toen eerst Tsunoda en daarna Bottas stilvielen en respectievelijk een virtual en een heuse safetycar-situatie veroorzaakten.[17]
- 2023 - GP van Verenigde Staten: Hoewel Verstappen veel lof kreeg voor het feit dat hij ondanks zijn zesde startpositie en remproblemen de race wist te winnen, werd Schmitz mede door F1-expert Olav Mol aangewezen als een belangrijke factor in Verstappens 50e GP-zege. Volgens hem was het een tactisch hoogstandje van Schmitz dat Verstappen steeds een undercut deed op degene die op dat moment op de tweede positie reed, waarna hij de leiding kon nemen met een inhaalactie.[18][19]
- 2024 - GP van Spanje: Ondanks dat algemeen erkend werd dat Verstappen niet langer de snelste auto had, droeg behalve Verstappens rijkunst en het teamwerk ook de strategische keuzes bij aan de winst van Verstappen[20]: Schmitz zette Verstappen in ronde 17 op nieuwe banden, terwijl Lando Norris ze pas kreeg in ronde 23, waardoor Verstappen de leiding vijf ronden lang kon uitbreiden op verse banden. Dit bleek genoeg voor de winst van Verstappen, die met slechts 2.21 seconde voorsprong op Norris over de finish ging.[5]

## Prijs
Aan het eind van raceseizoen 2022 ontving Schmitz de eerste Female Engineer of the Year Award, een prijs ontwikkeld door McLaren Applied, ter erkenning van inspirerende vrouwen die pionieren in de motorsport. Schmitz werd uitverkozen uit een nominatielijst met namen als Krystina Emmanouilides en Charlotte Phelps.